# Foot of the Mountain
Foot of the Mountain è il nono album in studio del gruppo musicale norvegese a-ha, pubblicato il 17 luglio 2009.

## Descrizione
L'album è il secondo pubblicato con la Universal e  contiene due brani presentati in anteprima durante i concerti del 2008 tenutisi ad Oslo e a Londra, ovvero Riding the Crest e Shadowside. È l'ultimo album del gruppo prima dello scioglimento nel 2010.
L'album segna il ritorno all'uso di sintetizzatori da parte del gruppo e comprende dieci pezzi eseguiti in maniera molto matura e professionale. Tornando al synth pop gli a-ha dimostrano di saper spaziare da un genere all'altro mantenendo alta la qualità. La caratteristica voce di Morten Harket contribuisce come negli album precedenti al sound di questo gruppo.
The Bandstand riprende chiaramente le sonorità degli anni '80. Il riff di sintetizzatore proviene dal brano Come Back di Magne Furuholmen: Paul Waaktaar-Savoy ha ripreso il riff (che originariamente era sul pianoforte) e ne ha modificato gli accordi, poi ha creato anche il ritornello e il testo, mentre gli accordi delle strofe derivano interamente da Come Back, e sono quindi opera di Furuholmen. Anche le successive Riding The Crest e What There Is riprendono le sonorità anni ottanta. La tittle-track Foot Of The Mountain è basata sul brano The Longest Night dell'album solista di Furuholmen, di cui è stato cambiato il ritornello (composto da Waaktaar-Savoy) e il relativo testo (sempre di Waaktaar-Savoy).
Real Meaning prende delle sonorità più elettroniche, mentre ben diversa è la natura delle seguenti due canzoni: Shadowside è una ballata dalle sonorità pop, con influssi folk norvegesi, Waaktaar-Savoy ha detto di essere molto soddisfatto del pezzo; Nothing Is Keeping You Here riprende fortemente le sonorità e lo stile dei Keane. Anche Mother Nature Goes In Heaven presenta delle sonorità molto anni '80, molto care a Waaktaar-Savoy e al resto della band. Sunny Mystery è un brano elettronico di Furuholmen. Il brano di chiusura Start The Simulator è uno dei più sperimentali ed elettronici mai composti da Waaktaar-Savoy.
La copertina dell'album è stata curata da Martin Kvamme che ha lavorato su una foto di Guy Berryman dei Coldplay, che ha anche realizzato altri scatti presenti sul libretto del CD. Le foto della band sono a cura del fotografo norvegese Stian Andersen.
Nel Regno Unito l'album esce il 27 luglio 2009 ed entra direttamente al numero 5 della classifica degli album più venduti come più alto nuovo ingresso della settimana.

## Tracce
Testi di Paul Waaktaar-Savoy, eccetto dove indicato.
1. The Bandstand – 4:00 (Paul Waaktaar-Savoy, Magne Furuholmen)
2. Riding the Crest – 4:16 (Magne Furuholmen, Paul Waaktaar-Savoy)
3. What There Is – 3:42 ((Paul Waaktaar-Savoy, Magne Furuholmen))
4. Foot of the Mountain – 3:56 (testo: Magne Furuholmen, Paul Waaktaar-Savoy – musica: Magne Furuholmen, Paul Waaktaar-Savoy)
5. Real Meaning – 3:38 (Paul Waaktaar-Savoy)
6. Shadowside – 4:53 (Paul Waaktaar-Savoy)
7. Nothing Is Keeping You Here – 3:18 (Paul Waaktaar-Savoy)
8. Mother Nature Goes to Heaven – 4:07 (Paul Waaktaar-Savoy)
9. Sunny Mystery – 3:31 (testo: Magne Furuholmen – musica: Magne Furuholmen)
10. Start the Simulator – 5:10 (Paul Waaktaar-Savoy)

Durata totale: 40:31

## Formazione
- Morten Harket – voce
- Magne Furuholmen – pianoforte, tastiere, voce
- Paul Waaktaar-Savoy – chitarra, basso, voce